# Naucsnij
Naucsnij (ukránul: Научний, oroszul: Научный, krími tatár nyelven: Nauçnıy) városi jellegű település de jure Ukrajnában, a Krími Autonóm Köztársaság Bahcsiszaraji járásában. Lakossága közel ezer fő. Önálló önkormányzata nincs, a Bahcsiszaraji Városi Tanácsnak van alárendelve.
A Krím félsziget déli részén, a Krími-hegység fennsíkján, a tengerszint felett átlagosan 574 m magasan, a Bahcsiszaraj járási központtól 10 km-re, az autonóm köztársaság fővárosától, Szimferopoltól 32 km-re fekszik. A településen található az Ukrán Nemzeti Tudományos Akadémia Krími Asztrofizikai Obszervatóriuma.
A település az obszervatórium körül jött létre, melynek építése 1946-ban kezdődött. Az első teleszkóp 1949-ben kezdte meg működését. A települést az obszervatórium munkatársai és a kiszolgáló létesítmények elhelyezésére hozták létre.
A településen általános iskola, könyvtár, orvosi rendelő, óvoda is működik. Az obszervatórium egyik egykori igazgatója, Andrej Szevernij lakásából múzeumot alakítottak ki. Az obszervatórium első igazgatója, Grigorij Sajn tiszteletére mellszobrot,  Szevernijnek emléktáblát állítottak.